# Неджметтін Ербакан
Неджметтін Ербакан (тур. Necmettin Erbakan; 29 жовтня 1926, Сіноп, Туреччина — 27 лютого 2011, Анкара, Туреччина) — турецький політик, прем'єр-міністр Туреччини з 28 червня 1996 рік по 30 червня 1997 року. Вважається засновником «політичного ісламу» і політичним наставником нинішнього президента Реджепа Тайіпа Ердогана.

## Життєпис
Народився в Синопі в 1926 році, закінчив Стамбульський технічний університет, отримав докторський ступінь з інженерії в Німеччині.
У 1969 році опублікував проісламським маніфест «Національне бачення» (тур. Millî Görüş). На основі цієї ідеології ним творено кілька політичних партій, велика частина з яких була заборонена.
У 1974, 1975—1977 і 1977—1978 роках був віце-прем'єром Туреччини.
Після військового перевороту 1980 року йому заборонено займатися політичною діяльністю. У 1987 році заборона була знята, і він заснував Партію благоденства. У 1995 році вона перемогла на парламентських виборах, і в 1996 році він обраний прем'єр-міністром, ставши першим проісламським політиком на цій посаді. Саме уряд, очолюваний Н. Ербаканом втілив у життя програму «тисячі домівок» для раніше депортованих кримськіх татар, про яку проголосив президент Туреччини Сулейман Демірель у 1994 році під час візиту до України.
У зовнішній політиці проводив курс на зближення з іншими мусульманськими країнами на противагу панівній раніше політиці стратегічного партнерства з США. Також виступив ініціатором створення Ісламської вісімки (D-8).
28 лютого 1997 турецька армія втрутилася у політику, озвучивши на засіданні Ради національної безпеки власні вимоги, підсумком чого став меморандум з 18 пунктів. У червні пішов у відставку, а в 1998 році Ербакану було заборонено займатися політичною діяльністю протягом п'яти років за спробу порушення світського режиму. Після закінчення терміну заборони брав участь у створенні Партії Справедливості та Розвитку. Будучи звинуваченим у шахрайстві, в 2004 році засуджений до п'ятирічного тюремного ув'язнення, але зумів змінити запобіжний захід на домашній арешт, а в 2008 році помилуваний.
Помер 27 лютого 2011 року в лікарні Анкари від серцевого нападу; в його похороні в Стамбулі брали участь сотні тисяч осіб.
У квітні 2012 року прокуратура Анкари пред'явила ордер на арешт 30 військових, які брали участь у подіях лютого 1997—1998 і мали безпосереднє відношення до відставки Неджметіна Ербакана від влади.